# 追女仔
《追女仔》（英語：Chasing Girls）是1981年香港上映的愛情喜劇港產片，新藝城出品，麥嘉監製及導演，黃百鳴策劃及編劇，石天、張天愛、劉藍溪、曾志偉同鄭麗芳主演。
1981年8月7日至26日在香港上映期间，票房收益为九百四十六萬港币。臺灣上映時片名改為《泡妞》。

## 演員表
- 石天 ... 羅白杜  (粵語配音: 李忠強 (平時) 及 朱子聰 (唸瓊瑤對白時) )
- 曾志偉 ... 羅白杜之表弟高佬泉  (粵語配音: 馮永和)
- 張天愛 ... 女明星林小霞  (粵語配音: 盧素娟)
- 劉藍溪 ... 餐廳小妹鄧阿花 (粵語配音: 沈小蘭)
- 劉詩康 ... 書店店員恬恬
- 鄧寄塵 ... 阿花之父
- 羅浩楷 ... 追女明星之闊少
- 鄭孟霞 ... 羅白杜之母
- 許瑩英 ... 羅白杜之姑媽
- 莊文清
- 黃藝兒
- 黃百鳴 ... 汽車銷售員
- 鄧美美 ... 賣老爺車之婦人
- 黃敏儀 ... 相片沖印店店員
- 鄭麗芳 ... 白雪仙
- 韓國材
- 洪金寶
- 麥嘉
- 陳秀珠 ... 航空公司員工
- 林慧嫻
- 王秀文
- 黃造時 ... 住高佬泉對面的瞎子鄰居
- 文潔雲 ... 餐廳中的美女顧客
- 余慕蓮 ... 書店顧客
- 許炳森
- 楊又祥
- 杜少明
- 曾楚霖
- 梁碧玲
- 梁寶儀
- 梁潔華
- 徐克
- 馮峰
- 劉允
- 方萍
- 陳志輝
- 方茹
- 宗華[來源請求]